# Solid Serenade
«Серенада любви» (англ. Solid Serenade) — двадцать шестой эпизод из знаменитой серии короткометражек «Том и Джерри». Эпизод был выпущен 31 августа 1946 года.

## Сюжет
Камера показывает нам сад и будку сторожевой собаки, на будке которой написано «Киллер» (на самом деле это Спайк). Том перепрыгивает через стену дома и видит свою возлюбленную — Тудлз. Том выводит «Киллера» из игры, выманив пса из будки, ударив его молотком и связав по рукам и ногам. Затем кот использует свой контрабас как тренажёр «кузнечик», допрыгивает на нём до балкона своей любимой и начинает петь песню «Is You Is or Is You Ain't My Baby» 1944 года:
Моя милашка, моя звезда,

На свидание поздно приходит всегда,

Но я люблю её,

И я спрошу её,

Ну же, выгляни в окошко,

Ты меня расстроила немножко,

Моя ли ты,

Моя ли ты, малышка?

Огонь в твоей душе угас.

Но я верю, что ты — моя малышка.

Женщины — очень странные создания,

Ты нашел одну, а потом опять

Всё равно придётся другую искать.

Моя ли ты, моя ли ты, малышка?

Иль ты ушла, верность не храня?

Но я верю, я верю, что ты — моя малышка.
Шум песни будит мышонка Джерри, а под джазовые ритмы его дом пляшет. Том выстреливает самого себя из контрабаса, как стрелу из лука, прямо к связанному, беззащитному Спайку и играет ту же мелодию на его губах. Том явно не считает лишним никакое унижение, которое он мог бы причинить ненавистному псу. У Джерри в доме все вверх дном, он в ярости бросает свой пижамный колпак на пол: не дали поспать!
Мышонок мстит Тому, кинув в кота пирог из кухни. Сначала Том не обращает на это внимания, но после второго удара Том врывается на кухню. Кот прыгает на Джерри с гладильной доски, как с трамплина, но попадает в мойку, полной посуды и разбивает её всю. Джерри бежит к окну и защемляет опускающейся рамой шею Тома. Придушенный Том истерически кричит. Мышонок развязывает Спайка. Пёс меняет свою повседневную вставную челюсть на служебную, выражает своё неистовство выпусканием пара из ушей и паровозным гудком, а затем начинает погоню за Томом. Кот уворачивается от укусов пса и прячется за стеной. Спайк заглядывает за стену, но Том уже наготове и бьет Спайка кирпичом. Джерри снова вводит Спайка в погоню, ударив его доской 2x6.
Пока Спайк взлетает вверх от боли, Джерри дает доску Тому, заставив приземлившегося Спайка поверить, что именно кот ударил его доской. Том говорит Спайку: «Хороший пёсик, ну-ка, апорт!» и бросает доску.
В Спайке пробуждаются природные инстинкты, и он бежит за доской, но, поймав её, пёс понимает, что он — осёл (об этом свидетельствует соответствующее изображение). Действие приближается к порогу дома, и, бегая туда-сюда от Спайка, Том периодически останавливается, чтобы поцеловать Тудлз, но на третий раз коварный Спайк подставляет себя вместо Тудлз. В результате Том обнимает Спайка.
Не замечая, что он держит в объятиях не свою возлюбленную, а пса, Том говорит ему голосом знаменитого мелодраматического актёра Шарля Буайе: «Я люблю тебя. Ты зажгла огонь в моей душе. И это не просто искра. Это пламя. Настоящее РЕВУЩЕЕ ПЛАМЯ!!!! Я его уже чувствую…» И тут Том прерывает свои страстные изъяснения, потому что видит Тудлз, с непониманием глядящую на эти «нежности между мужчинами».
Тут же он понимает, что в объятиях у него, стало быть, не кошка, а Спайк — и неожиданно для всех крепко ударяет Спайка головой оземь: это отключило пса на короткое время и дало Тому шанс сбежать. Кот укрывается от пса, и видит, что Джерри прячется в будку Спайка. Том залезает туда, издавая при этом сатанинский смех Дракулы: кот уверен, что его жертва теперь никуда не денется. Странно, но Том не заметил, что в маленькой конуре уже подстерегал его Спайк: видно, эта конура внутри гораздо обширнее и сложнее, чем кажется снаружи. Пёс, кот и мышь в данную секунду сидят в ней все трое, но пока не столкнулись между собой. Пёс высовывает голову из будки, помогает Джерри выйти, и с таким же смехом залезает в конуру.
Тома избивают, и вскоре мы видим, как Тудлз смотрит на стоящих под её балконом Спайка и Джерри.
Парочка играет на Томе, привязанному к контрабасу.

## Интересные факты
- Серия будет фигурировать в сюжетах эпизодов «Jerry’s Diary», «Smitten Kitten» и «Smarty Cat». В результате, серия стала самым запоминающимся эпизодом «Тома и Джерри». Причём в последнем эпизоде для этой серий присутствует альтернативная сцена, где Том свистит Тудлз, а не играет на контрабасе.
- Образ белой кошечки Тудлз (во всех выпусках «Том и Джерри», где она появляется) — это шарж на Лану Тёрнер. Есть дополнительное «пасхальное яйцо» для тех, кто знает биографию этой актрисы: Тудлз готовится к визиту Тома — и немилосердно выщипывает себе брови. Лана Тёрнер в юности для одной из ролей выщипала себе брови почти полностью, и они так и не отросли заново. Поэтому коллеги прозвали Лану «девушкой с нарисованными бровями».
- Популярно мнение, что песню «Is You Is or Is You Ain’t My Baby» в этом эпизоде исполняет сам Фред Куимби, но это не так. Песню в данном эпизоде исполняет малоизвестный широкому кругу людей актёр и певец 1930-40-х годов Айра «Бак» Вудс (англ. Iris "Buck" Woods, 1905—1974).[1] Вероятно, его имя не включили во вступительные титры серии из-за этнической дискриминации по отношению к чернокожим в США в те годы.
- «Пылкая любовная речь» Тома взята прямо со звуковой дорожки серии «The Zoot Cat».
- Действие этого мультфильма происходило в понедельник 3 июня, согласно мультфильму «Дневник Джерри», где использовался его фрагмент.
- В дубляже некоторых каналов в начале перепалки Спайка и Тома рык пса изменен на обрезанный звук старта начала перепалки. В остальных дубляжах изменений нет, и оригинальный сюжет сохранился.